# Pseudaonidia casuarinae
Pseudaonidia casuarinae är en insektsart som först beskrevs av William Miles Maskell 1894.  Pseudaonidia casuarinae ingår i släktet Pseudaonidia och familjen pansarsköldlöss. Inga underarter finns listade i Catalogue of Life.